# Acanthosyris
- Commons
- Wikispecies

Acanthosyris é um género botânico pertencente à família Santalaceae.

## Espécies
- Acanthosyris annonagustata[1]
- Acanthosyris asipapote[1]
- Acanthosyris colombiana
- Acanthosyris falcata[1]
- Acanthosyris glabrata[1]
- Acanthosyris paulo-alvinii[1]
- Acanthosyris platensis
- Acanthosyris spinescens[1]